# تنپو
تنپو (به ژاپنی: 天保 Tenpō) یکی از دوره‌های ژاپنی بعد از بونسی (دوره) و قبل از کوکا (دوره) بود. این دوره از دسامبر ۱۸۳۰ تا دسامبر ۱۸۴۴ ادامه داشت. در این دوره امپراتور نینکو امپراتور ژاپن بود.

## گاهشماری
۱۸۳۷ ۲۹ سپتامبر، هشتمین سال تنپو، توکوگاوا یوشینوبو به عنوان هفتمین پسر توکوگاوا ناری‌آکی، نهمین ارباب قلمرو میتو، در محل اقامتگاه بالای قلمرو میتو در کویشیکاوا، ادو متولد شد، مادرش آریسوگاوا یوشیکو بود، نام کودکی او شیچیرومارو و نام خودش شوچی بود.
۱۸۳۸ ۲۸ آوریل، نهمین سال تنپو، توکوگاوا یوشینوبو به میتو نقل مکان کرد و در آنجا بزرگ شد.